# Limanu, Constanța
Limanu (în trecut: Caracicula, în turcă: Karaçuklu, în greacă Limani (Port)) este satul de reședință al comunei cu același nume din județul Constanța, Dobrogea, România. Se află în partea de sud a județului. În apropierea satului se află peștera Limanu și lacul Mangalia. La recensământul din 2002 avea o populație de 2170 locuitori, din care 2100 români, 59 țigani, 6 maghiari și 5 ruși lipoveni.
Localitatea a fost întemeiată anul 1863 de coloniști turci și tătari. La vremea respectivă, satul aparținea Imperiului Otoman. Ca parte a Dobrogei, localitatea a intrat în componența României în anul 1878. În anul 1887, în sat s-au stabilit 35 familii de germani venite din Basarabia. Acestea, însă, au emigrat în 1894, iar satul a fost populat cu români veniți din stânga Dunării, care au fost împroprietăriți aici.
Prima școală a fost înființată în anul 1902, din anul 1908 funcționând într-un local propriu construit din contribuțiile localnicilor.